# Regent's Park Station
Regent's Park Station er en London Underground-station ved Regent's Park. Den er på Bakerloo line, mellem Baker Street og Oxford Circus. Den ligger på Marylebone Road mellem de to indkørsler til Park Crescent i takstzone 1.
Station blev åbnet den 10. marts 1906 af Baker Street & Waterloo Railway (BS&WR). I den oprindelige parlamentariske godkendelse af byggeriet af BS&WR var der ikke tilladt nogen station ved Regent's Park. Tilladelse om tilføjelse af stationen til det allerede igangværende byggeri blev givet i 1904.
Modsat de fleste af BS&WR's stationer har Regent's Park ikke nogen overfladebygning og adgangen sker via en gangtunnel. Adgang til stationen sker via elevatorer, og mellem 10. juli 2006 og 14. juni 2007 var stationen lukket på grund af en gennemgribende renovering af disse elevatorer og andre dele af stationen.
I nærområdet ligger udover selve Regent's Park attraktionerne Royal Academy of Music, Royal College of Physicians, Holy Trinity Church, Portland Place og Harley Street.
Great Portland Street Station er i gåafstand mod øst for skiftemulighed til Circle og Metropolitan lines.

## Transportforbindelser
London buslinjer 18, 27, 30, 88, 205, 453, C2 og natlinjen N18.